# Serjania divaricaticocca
Serjania divaricaticocca är en kinesträdsväxtart som beskrevs av Somner & Acev.-rodr.. Serjania divaricaticocca ingår i släktet Serjania och familjen kinesträdsväxter. Inga underarter finns listade i Catalogue of Life.